# Шапша (приток Ивины)
Шапша — река в России, протекает по территории Прионежского района Карелии. Вытекает из Шапшозера. В районе посёлка Ладва-Ветка слиянием с рекой Таржеполкой образует реку Ивину. Там же находится автомобильный мост через реку, связывающий одну из улиц посёлка с центральной частью.
Длина реки — 38 км. Несудоходна. Рыба — хариус, щука.
Название реки происходит от древнесаамского «шапш» — «маленький сиг».

## Притоки
- Киндос (Кодо-ручей)
- Елчин (вытекает из озера Елчозеро)
- Гейн
- Келяй

## Данные водного реестра
По данным государственного водного реестра России относится к Балтийскому бассейновому округу, водохозяйственный участок реки — Свирь без бассейна Онежского озера, речной подбассейн реки — Свирь (включая реки бассейна Онежского озера). Относится к речному бассейну реки Нева (включая бассейны рек Онежского и Ладожского озера)